# Schloss Schwendt
Schloss Schwendt war ein Schloss in der Ortschaft Schwendt der Gemeinde Taufkirchen an der Pram in Oberösterreich.

## Geschichte

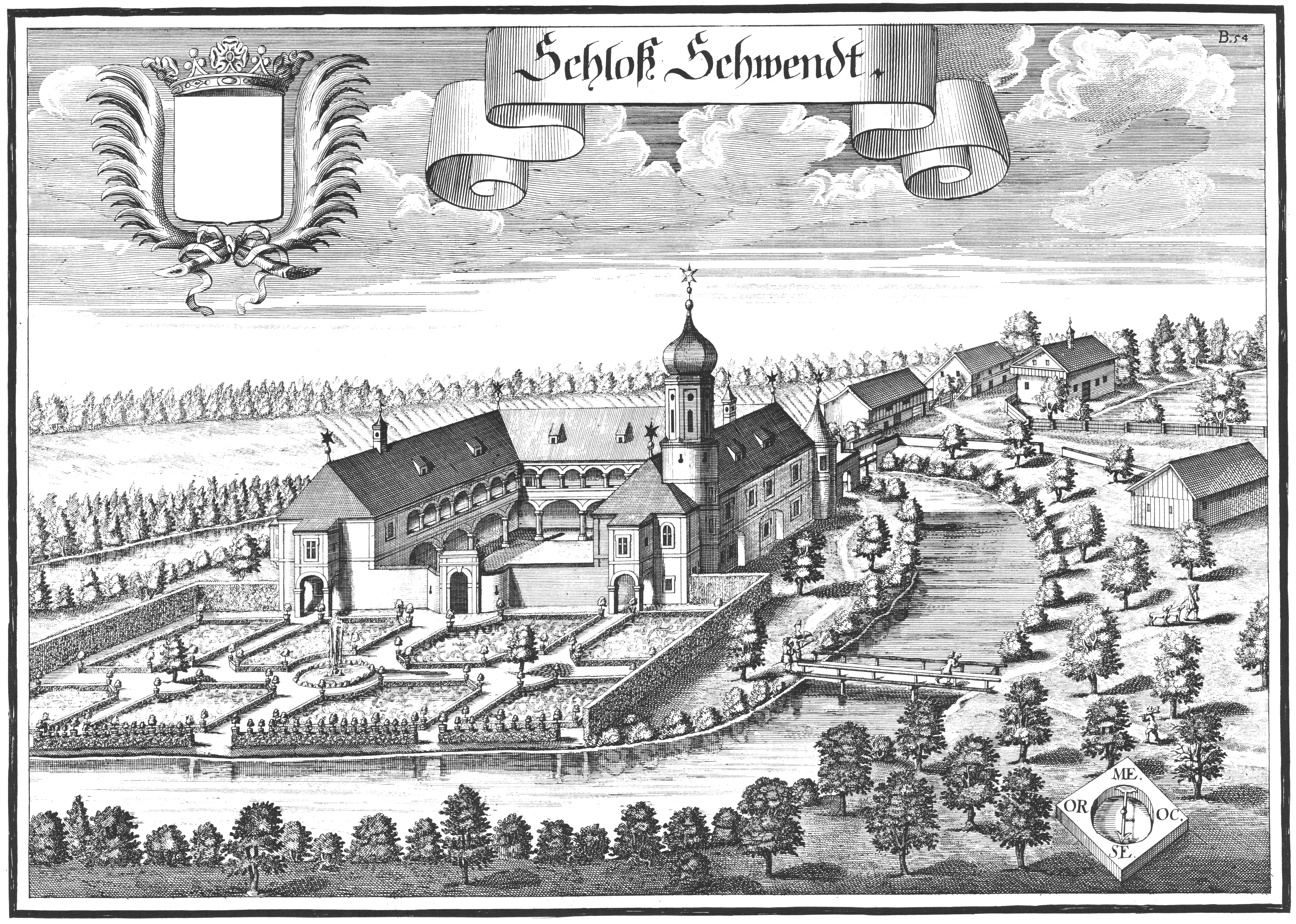
Schloss Schwendt, Kupferstich von Michael Wening (1721)

Schwendt wird im 12. Jahrhundert erstmals urkundlich erwähnt. Bis ins 14. Jahrhundert sind die Schwendter, ein Ministerialengeschlecht der Grafen von Neuburg, Besitzer des Schlosses. Urkundlich erwähnt sind unter anderem 1155 Gotfridus de Suuent, 1164 Pilgrim von Swent oder 1170 Albertus von Suent. Ab 1320 erscheint Schloss Schwendt im Besitz der Herren von Messenbach. 1322 und 1340 wird Hadamar von Messenbach, Ritter zu Schwendt urkundlich genannt. 1394 besitzt Ulrich von Messenbäck, der auch Burghüter zu Schärding war, das Schloss. Für die nächsten 200 Jahre blieb Schwendt im Besitz der Familie Messenbach.
Im Jahr 1586 brannte das Schloss Schwendt nieder, wurde aber von Sigmund von Messenbäck wieder aufgebaut. Mit Seifried von Messenbäck starb schließlich die Familie Messenbach im Mannesstamm aus. Ritter Riederer von Paar, der Schwager Seifrieds, war dessen Erbe. Er verkaufte Schloss Schwendt mit dem nahegelegenen Schloss Kalling (heute ein Ortsteil der Gemeinde Diersbach) im Jahr 1635 an die Gräfin von Thürheim. Bereits im Jahr 1653 wurden Schwendt und Kalling an die Freiherrn von Risenfels weiterverkauft.
Als weitere Inhaber von Schwendt scheinen auf:
- Franz Freiherr von Risenfels
- Johann Conrad Freiherr von Risenfels
- Ferdinand Heinrich Freiherr von Risenfels
- Philip Freiherr von Risenfels (ab 1823)

Nach Aufhebung der Grundherrschaft in Österreich verkaufte Philipp Freiherr von Risenfels im Jahre 1850 das Schlossgebäude mitsamt etwa 20 ha Wald an den Salzburger Großhändler Carl Antesner, während er die umliegenden landwirtschaftlichen Gründe versteigern ließ. Carl Antesner verkaufte das Schloss wenig später an den Lederer Anton Gruber aus Eggerding. Dieser richtete im Schloss zunächst eine Lederei ein, begann aber ab dem Jahr 1866 das Schlossgebäude zu demolieren und das Abbruchmaterial zu verkaufen. Im Jahr 1870 errichtete er schließlich aus dem übriggebliebenen Abbruchmaterial ein Haus an der alten Lagestelle des Schlosses.

## Beschreibung

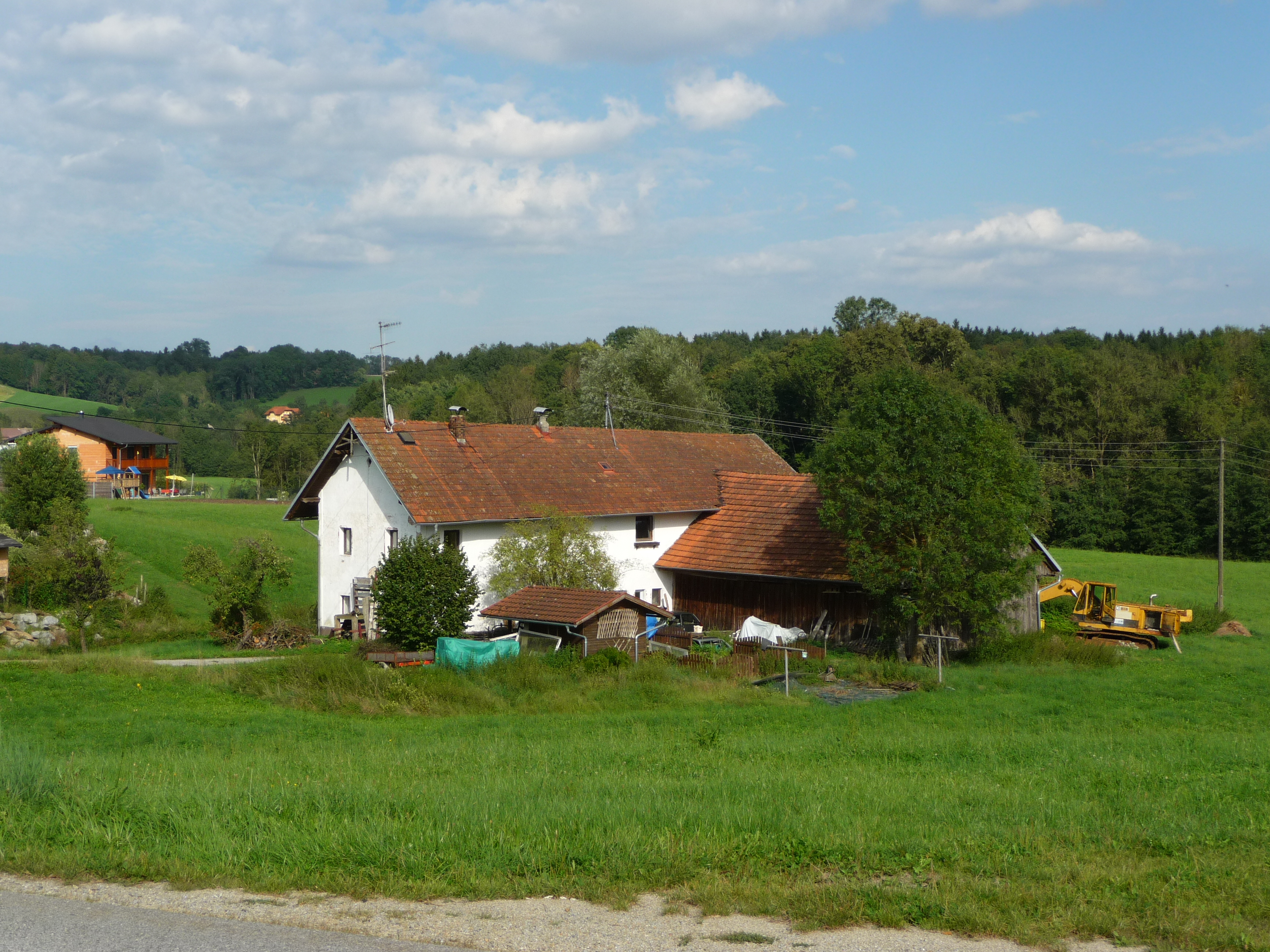
Lagestelle des Schlosses Schwendt

Nach der einzigen erhaltenen Ansicht des Schlosses von Michael Wening war Schwendt um das Jahr 1721 ein zweigeschoßiger Bau, der von einem kreisförmigen Wassergraben umgeben war. Der Zugang erfolgte über eine Brücke an der Südseite.
Nachdem das Schloss vollständig abgetragen worden war, wurde aus einigen Überresten an seinem alten Standort ein Wohnhaus errichtet, das sich noch heute über seiner Lagestelle erhebt.